# Briscola

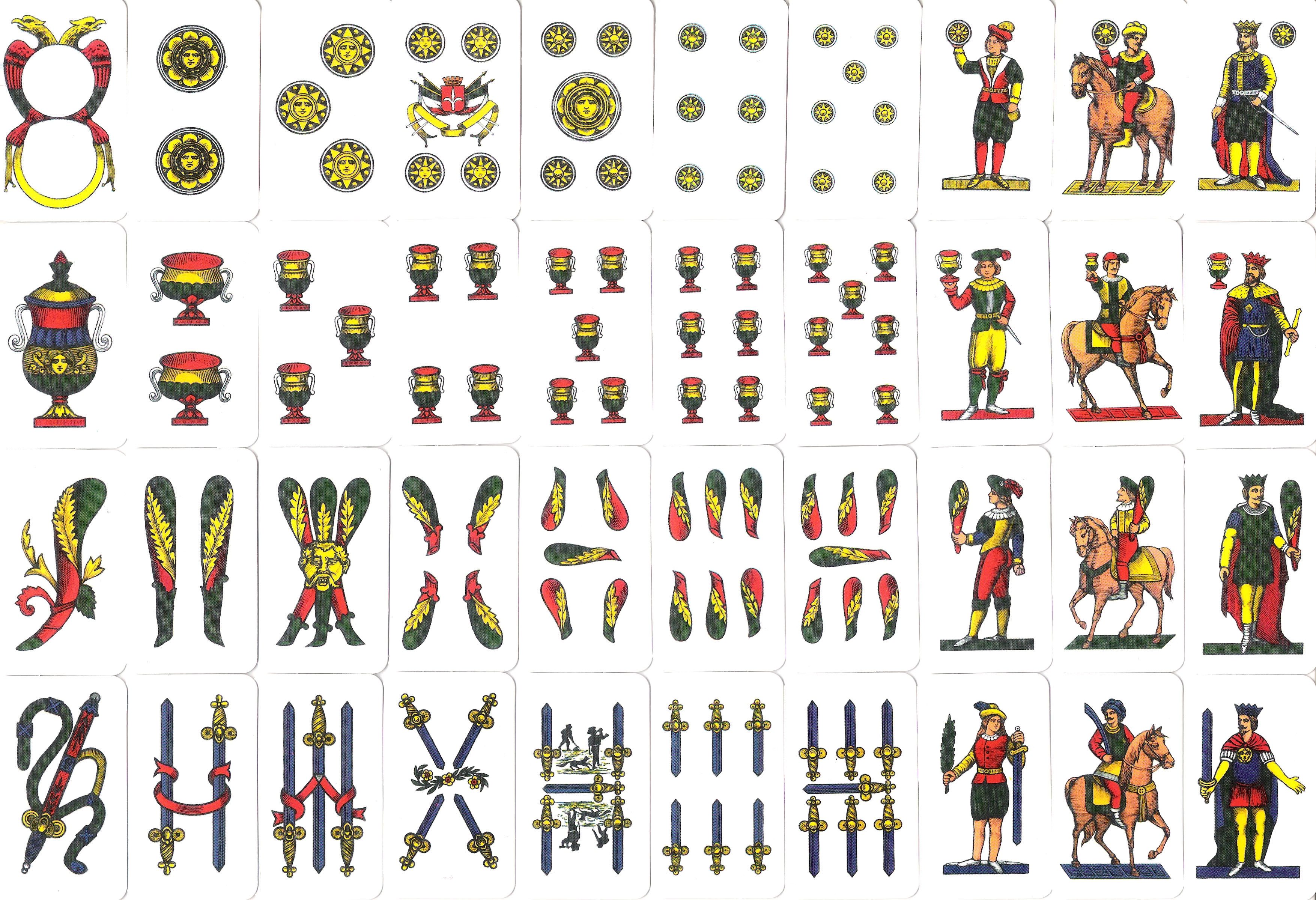
A játékhoz használt kártyák

A briscola kártyajáték, amit spanyol kártyával játszanak. Játszhatják ketten, négyen (két pár egymás ellen) vagy hatan (két háromfős csoport egymás ellen), de hagyományosan négyfős. Ha hatan játszanak, a hagyományos, 48 lapos paklit kell használni, ha kevesebben, 40 kártyával (48 kártyás pakli a nyolcas és kilences számú lapok nélkül).

## A játék célja
Az a győztes, aki a játék végére a legtöbb pontot gyűjti össze az egyes körök megnyerésével. 
A kártyák értékei: ász (asso) – 11 pont, hármas (tre) – 10 pont, király (re) – 4 pont, lovag (caballo) – 3 pont, apród (fante) – 2 pont

## A játék

### Osztás
Kezdésnek minden játékos három lapot kap. Ha párok játszanak egymás ellen, az egyes párok megnézhetik egymás lapjait, de ez nem engedélyezett hat játékos esetén.

### A játék menete
Az osztás után megmaradt paklit az asztal közepére kell tenni, és a legfelső lapot felfordítani. Ez lesz a játék "aduja", tehát az ilyen típusú kártyák erősebbek lesznek a többinél, függetlenül az értéküktől. Más verziókban a játékosok megegyeznek abban, hogy mi legyen az adu. Tehát első körben az arany, a másodikban a kehely, a harmadikban kard, és végül a pálca. A négy kör végén az nyer, aki a legtöbb pontot vagy a legtöbb győzelmet éri el.

### Szabályok
Az osztó mellett jobbra ülő játékos eldob egy lapot. Minden játékosnak meg kell válnia egy laptól minden körben. Ha ketten játsszák, két lapot kell eldobniuk, és az nyeri meg a játékot, aki a legmagasabb lapot teszi le figyelembe véve, hogy:
a) ha az összes kártya ugyanolyan típusú, az nyer, aki a legmagasabb értékű kártyát tette le.
b) ha a kártyák nem ugyanolyan típusúak, az első letett kártya típusa az irányadó, és az nyer, aki ebben a típusban a legmagasabb értékű kártyát teszi le.
c) az adu típusú kártya erősebb minden másnál függetlenül az értékétől. Ezt csak magasabb értékű adu kártya tudja ütni.
Nem kötelező magasabb kártyát letenni (ütni). A játékos maga dönthet, hogy alacsonyabb vagy magasabb értékű kártyát tesz le az adott körben, például ha egy riválisa már letett egy adut. Értelemszerűen mindig az osztó kerül utoljára sorra.
Az, aki a kört nyerte, összegyűjti a kártyákat és lefelé fordítva leteszi az osztó elé a paklit. Ezután a játékosok húznak egy-egy kártyát a pakliból. Elsőnek az, aki megnyerte az előző kört, és az óra járásával ellenkező irányú sorrendben követik a többiek. A következő kört is az kezdi, aki megnyerte az előzőt azzal, hogy letesz egy kártyát. Addig játszanak így, amíg elfogy a pakli (két játékos esetén 17 kör, két pár esetén 7 és 6, ha hatan vesznek részt a játékban). Amikor elfogy, a játékosok a kezükben maradt három lappal játsszák le az utolsó három kört.
Ha az adu típusát jelölő felfordított kártya 7-nél magasabb értékű, az a játékos, aki a kezében tartja a 7-es értékű adukártyát, a játék bármelyik pillanatában kicserélheti arra. Ha az adu típusát jelölő felfordított kártya értéke 7 vagy az alatti, bármikor kicserélhető a 2-es értékű adukártyára. Viszont ezeket a cseréket még az utolsó húzás előtt meg kell tenni.
Ha a játék végén a három legmagasabb adukártya az egyik csapat kezében van, megmondhatják és nincs szükség lejátszani az utolsó köröket, amiket úgy is megnyernének. Ezt akkor is megtehetik, ha már csak két kártya van a kezükben, és azok a legmagasabb adukártyák.
Ha egy játékos kezében van az aduász, kiadhatja a parancsot: "dobjatok", és minden játékosnak el kell dobnia a legjobb lapját az adulapokkal kezdve, ebben a sorrendben: hármas, király, lovag, apród, 9, 8, 7, 6, 5, 4 és 2. Ha az adott játékosnál nincs adukártya, a legmagasabb értékű kártyáját kell letennie fenti sorrend alapján.

### Értékelés
A játék végén minden csoport összeadja a pontjait a fent feltüntetett "kártyák értékei" pont alapján. A 9, 8, 7, 6, 5, 4 és 2 számú kártyák – noha korábban segíthettek megnyerni egy kört – nem számolhatók bele a végső eredménybe, csak az ászok, hármasok, királyok, lovagok és apródok. Az győz, aki a legtöbb pontot szerezte meg.